# 广安门
39°53′26″N 116°21′04″E / 39.8906°N 116.351°E

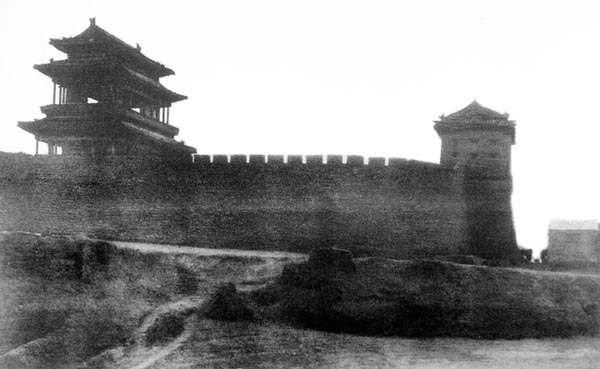
1910年的广安门城楼

广安门又称广宁门、张仪门、彰仪门，建于明代嘉靖年间，是北京老城20座城门中的一座，位于外城西垣正中偏北。是进出京城的主要通道，在清朝乾隆年间，昆山顾森所写的《燕京记》中是这样提到广安门的：“外城七门，面向西者广宁门，西行三十里卢沟桥，过桥四十里即是良乡县，为各省陆路进京之咽喉。”
广安门城楼已经不复存在，原高两层，是重檐歇山顶三滴水楼阁式建筑，灰筒瓦绿琉璃瓦剪边顶，面阔三间，通宽13.8米；进深一间，进深6米；高17.6米；城楼和城台的总高度为26米，瓮城为圆角方形，宽39米，深34米。民间流传的《里程歌》里这么描述广安门城楼：“彰仪门城楼九丈高，小井大井卢沟桥……”

## 历史
西周時期始建的薊城（北京城的前身）位於今天的廣安門一帶。广安门明代称广宁门，又名彰义门（该门与金中都彰义门在同一轴线上）。清朝道光年间为避清宣宗旻宁之讳改为现名。原规制与广渠门相同，乾隆三十一年，以该门为南方各省进京的主要通路，故提高城门规格，仿永定门城楼加以改建。
由于广安门是各省陆路进京的必经之路，因此广安门内的彰仪门大街（即今天的广安门内大街）在清朝时期是比较繁华的，有“一进彰仪门，银子碰倒人”的说法。雍正年间，因为皇帝打算在河北修建皇陵，雍正帝下令从广安门到宛平城修筑石板路。广安门到小井村的路段长1500丈，共花费白银八万两，平均每尺长的道路用去白银五两三钱三分，因此有“一尺道路五两三”的说法。这条道路的修通对广安门地区的发展起到很好的促进作用。

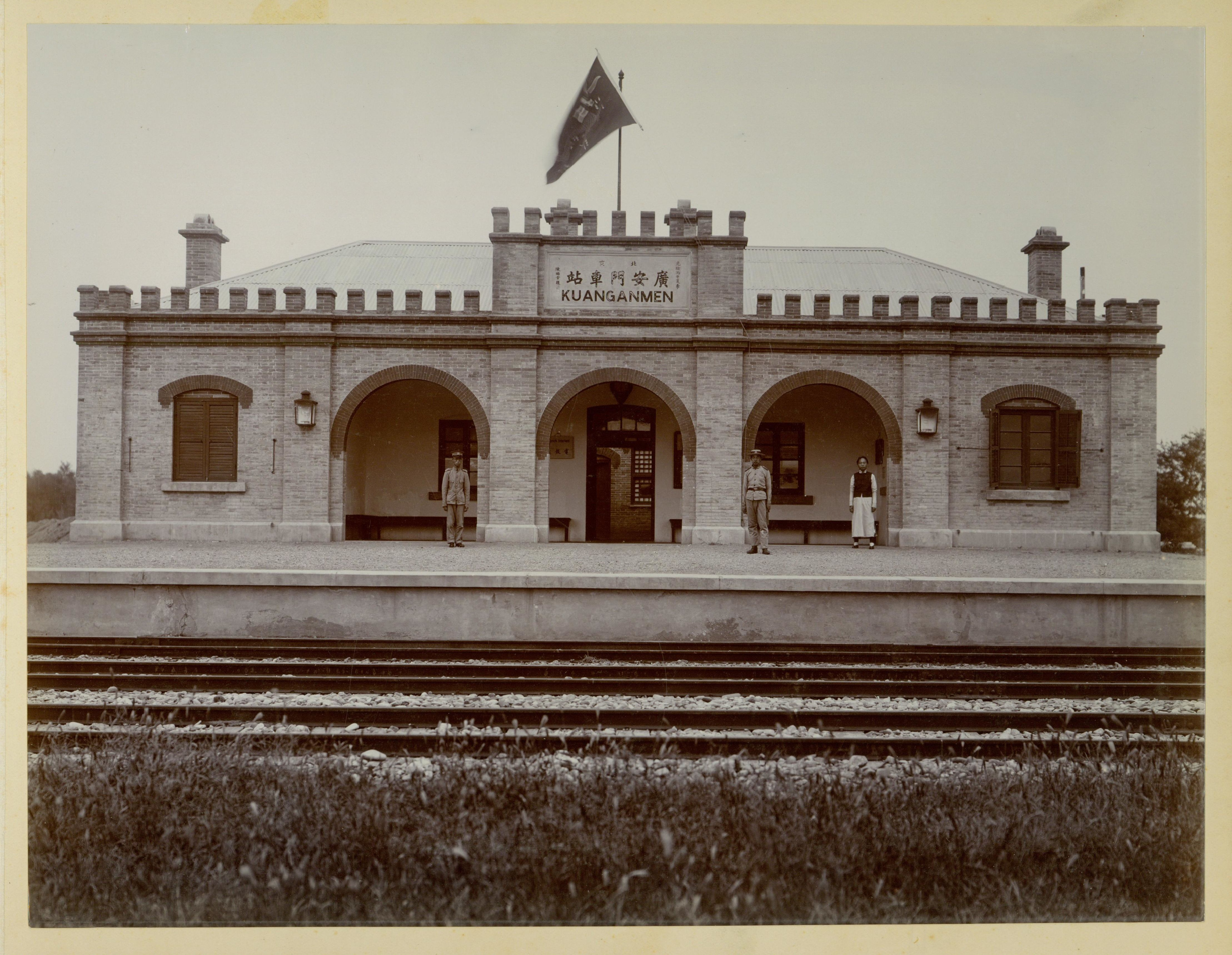
京张铁路起点车站——广安门车站

在北京与各地之间的铁路、公路修通之后，广安门的重要地位逐渐下降，至1949年中华人民共和国成立后，从城门到菜市口大街并没有二层楼房，这条大街也并非是商铺相连的大街。1956年，广安门被以“年久失修、阻碍交通”的理由拆除。
2001年修成通车的两广路，使广安门一带的经济得到了促进，正逐渐成为北京重要的商业中心之一。